# Francis Dunnery

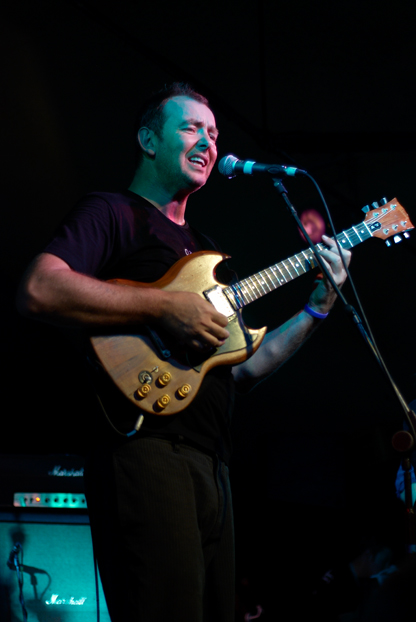
Francis Dunnery, 2007

Francis Dunnery (* 25. Dezember 1962 in Egremont, Cumbria, England) ist ein britischer Musiker und war ein Gründungsmitglied der nordenglischen Band It Bites. Obwohl er in der Band als Schlagzeuger begann, wurde er der Sänger und Gitarrist der Gruppe, bis er sie 1990 verließ.

## Biografie
It Bites veröffentlichte insgesamt fünf Studio-Alben, die ersten drei mit Dunnery als Sänger: The Big Lad in the Windmill (1986), Once Around the World (1988) und Eat Me in St Louis (1989). Der musikalische Stil der Band ist am ehesten als Progressive Rock mit Popmusik-Elementen zu bezeichnen. Besonders charakteristisch sind die instrumentalen Zwischenparts in vielen Stücken mit komplexen Arrangements, meist auch in rhythmischer Hinsicht, sowie das prägnante, sehr spezielle Stimmtimbre Dunnerys. It Bites' letztes Album Thank You and Goodnight, eine Live-Einspielung, wurde 1990 veröffentlicht. Ihre wohl bekannteste Single ist  Calling All The Heroes von dem Debüt-Album. Das Lied erreichte Platz sechs in den UK Top 40.
Nachdem Dunnery It Bites verlassen hatte, arbeitete er als Solomusiker. Er veröffentlichte mehrere Alben. Seine erfolgreichste Single als Solo-Künstler ist American Life in the Summertime vom Album Fearless (1994).
Dunnery schlug eine Anfrage aus, der Band Genesis beizutreten, nachdem Phil Collins die Band verlassen hatte.
Er begleitete den ehemaligen Led-Zeppelin-Sänger Robert Plant auf seiner „Fate of Nations“-Welttournee 1993–1994.
Dunnery spielte Studio-Sessions für Lauryn Hill, Elton John und viele andere. Unter anderem auch für Carlos Santana auf dessen Album Supernatural. Außerdem schrieb Dunnery einige Tracks zusammen mit Ian Brown und spielte auch Gitarre für dessen Album Music of the Spheres. Regelmäßig gibt er Wohnzimmerkonzerte bei seinen Fans zuhause in aller Welt.

## Diskografie
- Welcome to the Wild Country (1991)
- Fearless (1994)
- Tall Blonde Helicopter (1995)
- One Night in Sauchiehall Street (live) (1995)
- Let's Go Do What Happens (1998)
- Man (2001)
- The Gulley Flats Boys (2005)
- There's a Whole New World Out There (2009)
- Francis Dunnery Band: Louder Than Usual – Tall Blonde Helicopter (2010, Live-DVD und Bonus-Audio-CD)
- Made in Space (2011)
- Frankenstein Monster (2013)
- Vampires (Feb. 2016, Doppelalbum[1] mit Neubearbeitungen klassischer It-Bites-Songs[2])
- Return To The Wild Country (Okt. 2016, Neuaufnahmen von Songs des Albums von 1991)[3]